# 林肯 (2012年電影)
《林肯》（英語：Lincoln）是一部於2012年上映的美国传记片。由斯蒂芬·斯皮尔伯格执导，丹尼尔·戴-刘易斯主演美国总统亚伯拉罕·林肯。影片改编自普利策奖得主、历史学家桃莉絲·基恩斯·古德溫于2005年发表的传记《無敵：林肯不以任何人為敵人，創造了連政敵都同心效力的團隊》。
飾演林肯的丹尼爾·戴-路易斯因其精湛演出獲得极大好評，並榮獲第70屆金球獎及第85屆奧斯卡金像獎影帝。

## 剧情
全片以美國第十六屆總統林肯領導美國北方贏得南北戰爭為背景，敘述林肯遇刺身亡前最後四個月的心路歷程。以及其在南北戰爭中堅持廢除奴隸制度所付出的心血轉折。
正值美國南北戰爭時期的1865年，亦發生美國史上最為慘烈的戰役。在即將步入1866年之際，當選美國第16屆總統的林肯即將面臨此生最重的危機，他必須與國會中爭吵連連且各懷鬼胎的議員們進行協調事宜，他的最大使命就是希望國會成員們能為廢除腐敗的黑奴制度投下神聖一票。面對仍舊贊成奴隸制度的各方角力之爭，林肯如何在詭譎多變政治局勢下，運用高度的智慧與精明策略，逆轉局勢而贏得這場聖戰？

## 演員
- 丹尼爾·戴-路易斯飾演美國第16任总统亞伯拉罕·林肯[4]
- 莎莉·菲飾演第一夫人瑪麗·陶德
- 喬瑟夫·高登-李維飾演羅伯特·陶德·林肯，林肯的長子，哈佛畢業生，他希望参军而遭到母亲的强烈反对。
- 大衛·史崔森飾演威廉·亨利·西華德
- 湯米·李·瓊斯飾演撒迪厄斯·史蒂文斯
- 傑瑞德·哈里斯飾演尤利西斯·辛普森·格蘭特

## 制作
2011年10月17日开拍，同年12月19日杀青。2012年11月9日上映。
拍摄地包括維吉尼亞州的彼得斯堡，維吉尼亞州提供460万美元以支持影片的拍摄。

## 评价
媒体综评88分，《芝加哥论坛报》、《旧金山纪事报》、《华盛顿邮报》、《华尔街日报》、《纽约时报》、《芝加哥太阳报》、《娱乐周刊》等多家媒体给出满分；烂番茄新鲜度高达91%，影片赢得一片赞美之声。
代表性评价：“本年度绝对不可错过的影片，本片已经超越电影的界限，进而飞升到表象的层级，原本我们应该顶礼膜拜，但它浓厚的平民气息又让我们将其取下神坛，虔诚但如饥似渴地阅读”，“史诗、政治、情感，以及个人诉求的完美融合，宏大而深刻的表象下，对林肯生命中最后几个月的细腻刻画，好似石入金铁，刀刀刻痕有如历历”，“丹尼尔·戴-路易斯是至今为止，唯一一位能够由内而外、将表演融汇贯通至呼吸谈吐之间的演员。此时我甚至觉得用『伟大』这类字眼都不及阐述对他的敬仰之情”，“路易斯的表演早已经超出语言可以形容的范畴，这是一种艺术形式对另一种艺术形式的绝杀。他就是林肯，毋庸置疑，难以质疑，也无法质疑！”，“路易斯与史匹柏的大师级合作令人惊异，成片俨然超越了我们的想象，直接飞升为旷世的艺术赞歌”。

## 票房
首周末在11家影院小规模上映，次周增加至1775家影院，周末收获了2100万美元，名列第三。第三周末收获2502万继续位列第三。截至2013年3月全球總票房收益約2億5千7百萬美元。其中北美收获超过1.78亿，其他地区累计6620万。

## 奖项
第77届纽约影评人协会奖
- 最佳男主角

第18届广播影评人协会奖
- 最佳男主角
- 最佳剧本
- 最佳配乐

第70届金球奖
- 最佳剧情片提名
- 最佳导演提名
- 最佳编剧提名：托尼·库什纳
- 剧情类最佳男主角奖：丹尼尔·戴-路易斯
- 最佳男配角提名：汤米·李·琼斯
- 最佳女配角提名：莎莉·菲尔德
- 最佳电影原创配乐提名

第19届美国演员工会奖
- 最佳男主角奖：丹尼爾·戴-路易斯
- 最佳男配角奖：汤米·李·琼斯
- 最佳女配角獎提名：莎莉·菲爾德
- 最佳整體演出獎提名

第66届英国电影学院奖
- 最佳影片提名
- 最佳改编剧本提名
- 最佳男主角：丹尼爾·戴-路易斯
- 最佳男配角提名：汤米·李·琼斯
- 最佳女配角提名：莎莉·菲尔德
- 最佳原创音乐提名：约翰·威廉姆斯
- 最佳摄影提名：贾努兹·卡明斯基
- 最佳艺术指导提名：瑞克·卡特、Jim Erickson
- 最佳服装设计提名：乔安娜·约翰斯顿
- 最佳化妆提名：Lois Burwell

第85届奥斯卡金像奖
- 最佳影片提名
- 最佳导演提名
- 最佳改编剧本提名：Tony Kushner
- 最佳男主角奖：丹尼爾·戴-路易斯
- 最佳男配角提名：汤米-李-琼斯
- 最佳女配角提名：萨莉·菲尔德
- 最佳摄影提名：Janusz Kaminski
- 最佳配乐提名
- 最佳剪辑提名
- 最佳服装提名
- 最佳音响效果提名
- 最佳艺术指导奖：力克·卡特、吉姆·埃里克森